# Codi de barres

Codi de barres

El codi de barres és un sistema d'identificació numèrica adaptat per tal de poder ser llegit ràpidament mitjançant un sistema òptic-electrònic. La primera compra al detall fent servir el codi de barres va ser la d'un paquet de xiclets, el 26 de juny de 1974, en un supermercat de Troy (Ohio), als Estats Units, fet que queda recollit en els fons de la Smithsonian Institution.

## Antecedents

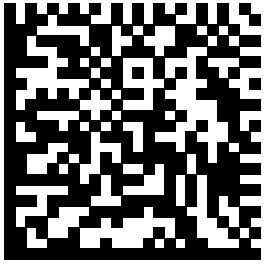
Codi de barres de dues dimensions (Semacode)

Aquest conegut sistema d'identificació va ser patentat l'any 1949 per Norman Woodland, un jove professor del Philadelpia Institute of Technology. Publicà les bases d'aquest codi com a solució a un problema plantejat poc temps enrere per un director de supermercat. Però la generalització del codi de barres tal com el coneixem, no va arribar fins al 1977. La idea està inspirada en el codi Morse, però en aquest cas el senyal que conté la informació és lluminós en comptes d'acústic.

## Com funciona
Com ja s'ha comentat, el funcionament és anàleg al del codi Morse. Aquest està construït a partir d'una seqüència de senyals que varien en el temps de durada. Una combinació d'aquests senyals curts i llargs dona lloc a una lletra o a un número. De manera similar, els codis de barres no són altra cosa que un conjunt de bandes blanques i negres de diferent gruix. Un cop processada la informació digitalment, el blanc serà traduït per un 0 i el negre per un 1. Cada número del codi està constituït per set dígits binaris (al dibuix: codi), que, tot i definir només deu números (del 0 al 9), podrien donar lloc a un total de 128 combinacions.

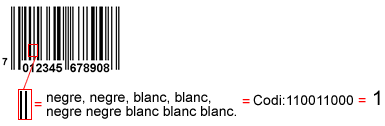
Exemple de funcionament

La lectura es du a terme mitjançant un feix de llum làser. El làser surt del lector i recorre la superfície del codi a gran velocitat. Les bandes negres absorbeixen totalment la llum que hi arriba, mentre que les blanques la reflecteixen de nou cap al lector. A més de detectar la llum que torna, el lector conté un cronòmetre intern que li permet quantificar el temps de tornada o absència de llum i relacionar-ho així amb una banda més ampla o més prima. Finalment, els zeros i uns de les zones blanques i negres són traduïts als números del codi.

## Història
Els cinquanta
La primera patent de codi de barres va ser registrada el 7 d'octubre de 1952 (US Patent #2,612,994) pels inventors Joseph Woodland, Jordin Johanson i Bernard Silver als Estats Units. La seva implementació va ser possible gràcies a la feina dels enginyers Raymond Alexander i Frank Stietz. El resultat: un mètode per identificar els vagons de ferrocarril utilitzant un sistema automàtic.
Els seixanta
El 1961 és l'any d'aparició del primer escàner fix de codis de barres instal·lat per Sylvania General Telephone. Aquell aparell llegia barres de color vermell, blau, blanc i negre identificant vagons de ferrocarrils.
El 1967 l'Associació de Ferrocarrils d'Amèrica del Nord (EUA) aplicà codis de barres pel control de trànsit d'embarcaments. El projecte no va durar molt per manca d'un adequat manteniment de les etiquetes que contenien els codis.
Algú coneix la cadena de supermercats Kroger? El 1967 la sucursal de Cincinnati (Ohio, EUA) va instal·lar el primer sistema de "retail" basat en codis de barres. A aquell client que trobava un codi que no es podia escanejar correctament se li oferien cupons de compra gratis.
El 1969, el làser fa la seva aparició. Utilitzant llum de gas d'Heli-Neó, el primer escàner fix és instal·lat per un cost de $10.000. Actualment el mateix tipus d'escàner costa menys de $ 2.000.
A finals dels anys 60 i començaments dels 70 van aparèixer les primeres aplicacions industrials però només per maneig d'informació. El 1969, Rust-Oleum va ser el primer a fer interaccionar un lector de codis amb un ordinador. El programa executava funcions de manteniment d'inventaris i impressió de notificacions d'embarcament.
Els setanta
El 1970 apareix el primer terminal portàtil de dades fabricat per Noranda. Aquest utilitzava un "wand" o llapis de contacte.
El codi Plessey fa la seva aparició a Anglaterra (The Plessey Company, Dorset, Anglaterra), per a control d'arxius en organismes militars el 1971. La seva aplicació es va difondre per a control de documents en biblioteques.
Codabar apareix el 1971 i troba la seva major aplicació en els bancs de sang, on un mitjà d'identificació i verificació automàtica eren indispensables.
La fàbrica d'automòbils Buick va utilitzar identificació automàtica en les operacions d'encaix de transmissions, també pels anys 70. El sistema era utilitzat per fer el recompte dels diferents tipus de transmissió acoblats diàriament. Tot un èxit.
ITF marca la seva aparició el 1972, creat pel Dr. David Allais, en aquells temps d'Intermec.
L'any 1973 s'anuncia el codi U.P.C. (Universal Product Code) que es convertiria en l'estàndard d'identificació de productes. D'aquesta manera l'actualització automàtica d'inventaris permetia una millor i més oportuna compra i abastiment de béns. A Europa es fa present el 1976 amb la seva pròpia versió d'UPC, el codi EAN (European Article Number).
El 1974, novament el Dr. Allais conjuntament amb Ray Stevens d'Intermec inventen el codi 39, el primer de tipus alfanumèric.
El primer sistema patentat de verificació de codis de barres per mitjà de làser apareix al mercat el 1978.
Els vuitanta
El 1980 el Servei Postal dels EUA introdueix el POSTNET, una codificació de barres que correspon al codi postal.
La tecnologia de CCD (Charge Coupled Device) és aplicada en un escàner, 1981. En l'actualitat aquest tipus de tecnologia té força difusió en el mercat asiàtic, mentre que el làser domina en el món occidental. En aquest any també apareix el codi 128, de tipus alfanumèric.
Apareix la norma ANSI MH10.8M que especifica les característiques tècniques dels codis 39, Codabar, i ITF (Interleaved Two of Five).
El Dr. Allais és incansable. El 1987 desenvolupa el primer codi bidimensional, el codi 49. El segueix Ted Williams (Laser Light Systems) amb el codi 16K (1988).
Els noranta
El 1990 es publica l'especificació ANS X3.182, que regula la qualitat d'impressió de codis de barres lineals. En aquest mateix any, Symbol Technologies presenta el codi bidimensional PDF417.

## Sistema de codis de barres
El sistema de codificació de barres és una xarxa de maquinari i programari, composta principalment per ordinadors mòbils, impressores, escàners portàtils, infraestructura i programari auxiliar. Els sistemes de codificació de barres s'utilitzen per automatitzar la recopilació de dades allà on el registre manual no és ni oportú, ni econòmicament eficient. Tot i que sovint els sistemes de codificació de barres són proporcionats per la mateixa empresa, no són sistemes d'identificació per radiofreqüència (RFID). Moltes empreses utilitzen ambdues tecnologies com a part de sistemes més grans de gestió de recursos.
Un sistema de codificació de barres típic consisteix en alguna infraestructura, amb cable o sense fil, que connecta diversos ordinadors mòbils, escàners portàtils i impressores a una o diverses bases de dades, que emmagatzemen i analitzen les dades recopilades pel sistema. En algun nivell ha d'haver-hi programari per gestionar el sistema. Aquest programari pot ser tan senzill com el codi que gestiona la connexió entre el maquinari i la base de dades, o tan complex com l'ERP, MRP o altres programaris de gestió d'inventaris.

### Maquinari
Un ampli ventall de maquinari per a l'ús en sistemes de codificació de barres és produït per empreses com Datalogic, Intermec, HHP (Hand Held Products), Microscan Systems, Unitech, Metrologic, PSC i PANMOBIL. La marca més coneguda d'escàners portàtils i ordinadors mòbils és Symbol, una divisió de Motorola.

### Programari
Alguns ERP, MRP i altres programes de gestió d'inventaris tenen suport incorporat per a la lectura de codis de barres. Com a alternativa, es poden crear interfícies personalitzades utilitzant llenguatges com C++, C#, Java, Visual Basic.NET i molts altres. A més, es publiquen paquets de desenvolupament de programari per facilitar aquest procés.